# Carex amphibola
Carex amphibola är en halvgräsart som beskrevs av Ernst Gottlieb von Steudel. Carex amphibola ingår i släktet starrar, och familjen halvgräs. Inga underarter finns listade i Catalogue of Life.

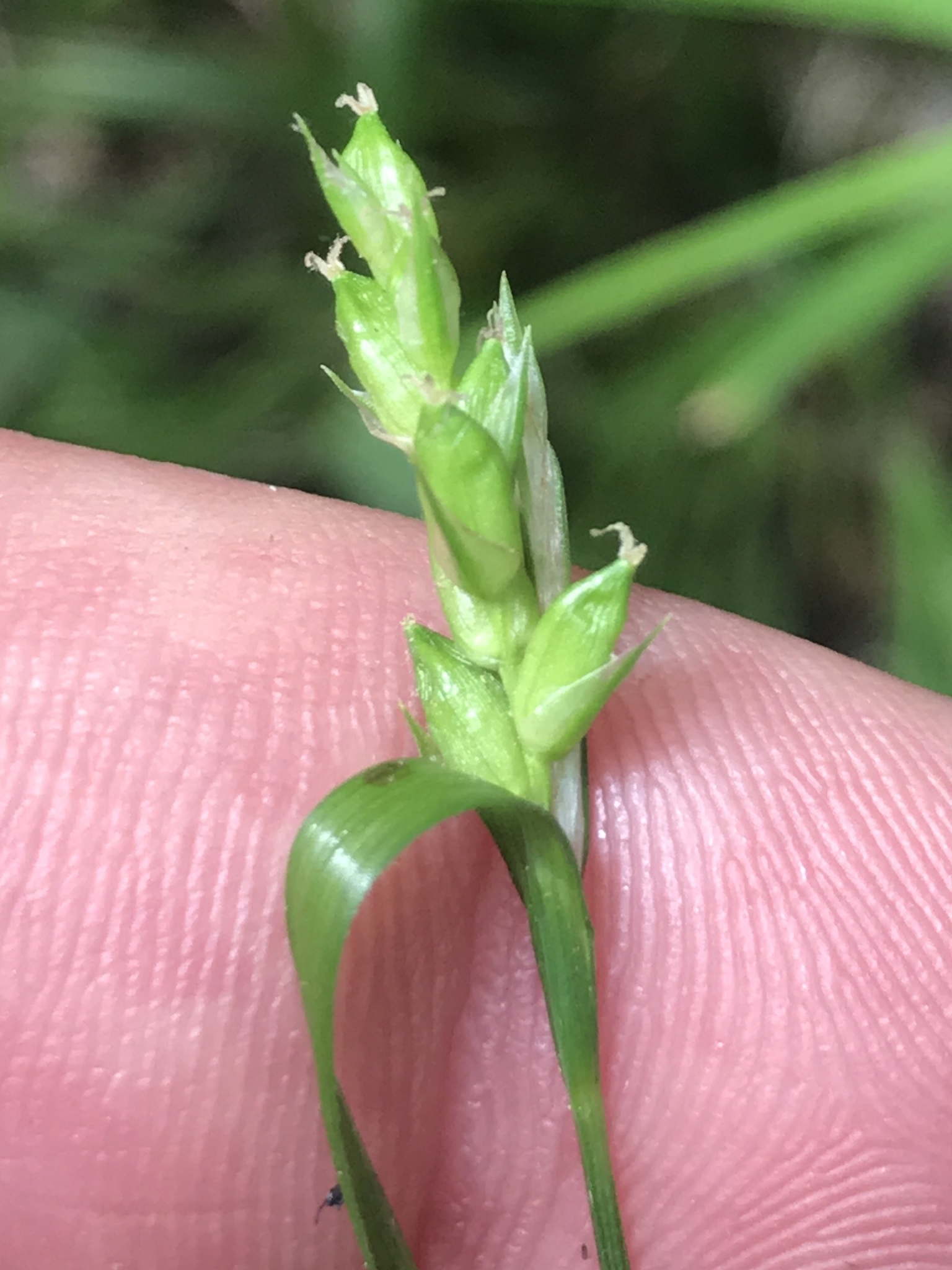
Carex amphibola